# Michael Behnen
Michael Behnen (* 29. Dezember 1938 in Treptow an der Rega; † 13. April 2022 in Göttingen) war ein deutscher Historiker.

## Leben
Michael Behnen wurde 1966 in Göttingen mit einer Arbeit über das Preußische Wochenblatt von 1851 bis 1861 promoviert. 1982 habilitierte er sich dort mit der Schrift Rüstung – Bündnis – Sicherheit: Dreibund und informeller Imperialismus 1900–1908. Von 1986 bis zu seinem Eintritt in den Ruhestand im Jahr 2004 war er als außerplanmäßiger Professor für Neuere und Neueste Geschichte an der Georg-August-Universität Göttingen tätig. 1989 war er Hoover Scholar und 1994 Gastprofessor an der Universität Jena.
Behnen hat zahlreiche wissenschaftliche Monographien und Aufsätze publiziert, die sich thematisch über die gesamte Neuzeit erstrecken. Er ist Herausgeber des „Lexikons der deutschen Geschichte. Ereignisse – Institutionen – Personen. 8. Mai 1945 bis 3. Oktober 1990“.
Seit 1958 war er Mitglied der katholischen Studentenverbindung KDStV Sugambria (Jena) Göttingen im CV.

## Schriften (Auswahl)
- Das Preußische Wochenblatt (1851–1861). Nationalkonservative Publizistik gegen Ständestaat und Polizeistaat. Muster-Schmidt, Göttingen 1971; 2., unveränderte Auflage als CD-ROM. Duehrkohp und Radicke, Göttingen 2001, ISBN 3-89744-091-1.
- (Hrsg. mit Gerhard Ebel) Botschafter Paul Graf von Hatzfeldt(-Wildenburg): Nachgelassene Papiere 1838–1901 (= Deutsche Geschichtsquellen des 19. und 20. Jahrhunderts. Bd. 51). 2 Bände. Boppard 1976, ISBN 3-7646-1663-6.
- Quellen zur deutschen Außenpolitik im Zeitalter des Imperialismus 1890–1911. Wissenschaftliche Buchgesellschaft, Darmstadt 1977, ISBN 3-534-04821-0 (E-Book 2019: ISBN 978-3-534-74453-4)
- Rüstung – Bündnis – Sicherheit: Dreibund und informeller Imperialismus 1900–1908. Niemeyer, Tübingen 1985, ISBN 3-484-82060-8 (Habilitationsschrift, Universität Göttingen, 1982); Nachdruck: De Gruyter, Berlin 2011, ISBN 978-3-484-82060-9.
- Der gerechte und der notwendige Krieg. „Necessitas“ und „Utilitas reipublicae“ in der Kriegstheorie des 16. und 17. Jahrhunderts. In: Staatsverfassung und Heeresverfassung in der europäischen Geschichte der Frühen Neuzeit. Hrsg. von Johannes Kunisch. Berlin 1986, ISBN 3-428-05964-6, S. 43–106.
- „Arcana – haec sunt Ratio Status“. Ragion di Stato und Staatsräson. Probleme und Perspektiven (1589–1651). In: Zeitschrift für Historische Forschung, 14, 1987, S. 129–195.
- Deutscher und österreichischer Imperialismus auf dem Balkan. In: Der Zweibund 1879. Hrsg. von Helmut Rumpler und Jan Paul Niederkorn. Wien 1996, S. 221–242.
- Die USA und Italien 1921–1932. 2 Teilbände. Lit, Münster 1998, ISBN 3-8258-3450-6.
- Alfred Graf von Schlieffen (1833–1913). In: Das Deutsche Kaiserreich. Hrsg. von Michael Fröhlich. Darmstadt 2001, S. 120–130.
- Deutschland unter Napoleon. Restauration und Vormärz (1806–1847) und Bürgerliche Revolution und Reichsgründung (1848–1871). In: Deutsche Geschichte. Begründet von Peter Rassow, vollständig neu bearbeitete Ausgabe, hrsg. von Martin Vogt. Stuttgart 1987; 4. Auflage 1997; Taschenbuchausgabe: Frankfurt am Main 2002, E-Book: 2017, S. 349–468.
- Dollars für Mussolini: Amerikanischer Corporate Liberalism und Faschismus 1922–1933. In: Nationale und internationale Perspektiven amerikanischer Geschichte. Hrsg. von Jörg Nagler. Frankfurt am Main 2002, S. 135–155.
- (Hrsg.) Lexikon der deutschen Geschichte von 1945 bis 1990. Ereignisse, Institutionen, Personen im geteilten Deutschland. Kröner, Stuttgart 2002, ISBN 3-520-83401-4 (Lizenzausgabe: Frölich und Kaufmann, Berlin 2020, ISBN 978-3-520-83488-1.)
- (Hrsg.) Die Gegenwart der NS-Vergangenheit. Eine kommentierte Dokumentation zur Vergangenheitspolitik 1945–1990. Universitätsverlag Göttingen 2020, ISBN 978-3-86395-268-6.